# Fulbert (Kanoniker)
Fulbert (* um 1060; † 23. Dezember 1142) war Subdiakon an der Kathedrale Notre-Dame von Paris von etwa 1102 bis nach 1124. Bekannter als durch dieses Amt wurde Fulbert als Onkel und Vormund Heloisas und als der Mann, der deren Geliebten, den Philosophen und Theologen Peter Abaelard, entmannen ließ und damit zum Subjekt unzähliger Veröffentlichungen späterer Zeit wurde.

## Leben
Um 1060 in der Loire-Region in eine Adelsfamilie des Anjou hineingeboren, wie Fulko von Deuil belegt, war Fulbert wahrscheinlich ein Halbbruder der Hersendis von Champagne, der ersten Priorin von Fontevraud. Er verbrachte seine Jugend in kirchlichem Umfeld und verdiente sich erste Meriten, vermutlich als Puer oder Jungkanoniker am Dom von Orléans. Dadurch, aber auch durch seine spätere Beziehung zu Abt Odo von Marmoutiers und die relative Spezifität seines Namens, ist jedenfalls Fulberts frühe Anwesenheit in einem geographischen Dreieck, das man in etwa zwischen den Städten Vendôme, Angers und Orléans ziehen kann, ausreichend belegt.
Noch vor 1075 bekam der junge Fulbert von einem Kaplan aus der Kapelle König Heinrichs I. namens Guescelin eine wertvolle Reliquie geschenkt, die dieser aus der Königskapelle von Orléans vor 1060 entwendet hat, nämlich einen Knochen des Heiligen Ebrulf. Sehr wahrscheinlich fand diese Übergabe in Orléans, nicht in Paris statt.
Fulberts Aufnahme ins Domkapitel von Paris erfolgte deutlich später, aber noch vor 1102, unter der Protektion Bischof Wilhelms von Montfort, einem Bruder der Königin Bertrada von Montfort, zu der Fulberts Familie Verbindungen hatte.

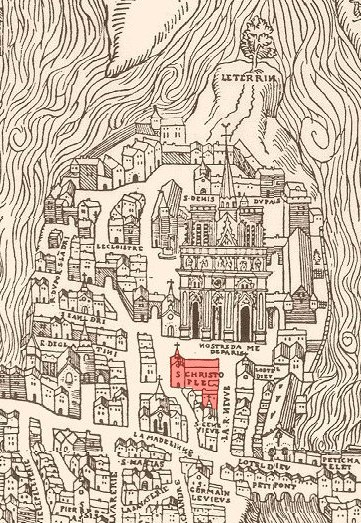
Paris, Plan de Bâle, 1552, Saint-Christophe und Fulberts Haus sind rot markiert, rechts daneben das Armenhospital

Seine Bestallung als Subdiakon von Notre-Dame erfolgte an der Hospitalkirche Saint-Christophe, die im Eigenbesitz Wilhelms von Montfort war, und über zwei der insgesamt elf Subdiakonate des Doms verfügt. Die Priester von Saint-Christophe waren für die geistliche Betreuung der Insassen des Hospitale pauperum von Paris zuständig. Beide Institutionen lagen in der belebten Cité im Westen des Doms. Fulberts Haus stand unmittelbar daneben, dicht bei Saint-Christophe, etwa zwischen dem Dom und dem Petit Pont gelegen. Abaelard bestätigte in seiner Historia Calamitatum genau diese Lage.
Die sich an den frühen Tod Wilhelms von Montfort anschließenden Querelen um die Besetzung des Bischofsstuhls von Paris überstand Fulbert schadlos. Er schaffte den Wechsel von der Königsfraktion hin zur kirchlichen Reformbewegung; nach 1107 ist er in den Akten des Doms als Subdiakon mehrfach erwähnt, ein weiterer Karrieresprung fand in den Folgejahren aber nicht mehr statt.

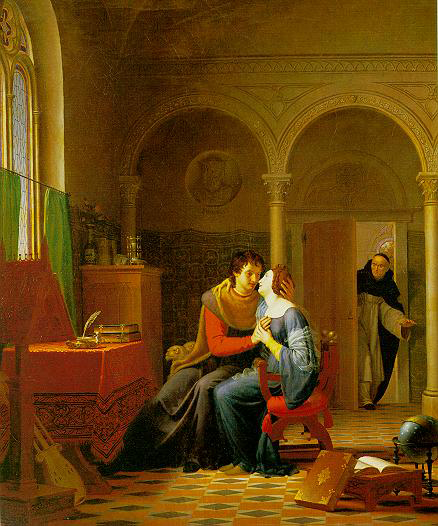
Fulbert ertappt Heloisa und Abaelard, Ölgemälde von Jean Vignaud, 1819

Um 1117 nahm Fulbert Peter Abaelard, der inzwischen den unmittelbar benachbarten Dialektik-Lehrstuhl Wilhelms von Champeaux innehatte, als Hauslehrer für seine Nichte und sein Mündel Heloisa in sein Haus auf. Heloisa war bis dahin im Nonnenkloster Argenteuil aufgezogen worden, nun aber als junge Erwachsene in das Haus ihres Onkels gewechselt. Als das Liebesverhältnis der Beiden publik wurde, trennte Fulbert das Paar und übte wenig später grausame Rache an Abaelard, indem ihn entmannen ließ. Ein bischöfliches Untersuchungsgericht ging wohl von einer Schuld Fulberts aus und entzog ihm auf Zeit einen Teil seiner Pfründe, enthob ihn aber nicht seines Amtes als Subdiakon.
Abaelard schilderte ihn als ehrgeizig und geschäftstüchtig, geizig und habgierig, jähzornig und rachsüchtig und unterstellte sogar mit kriminelle Energie.
In dieser Zeit gab Fulbert, um Vorwürfen wegen Reliquienhehlerei zu entgehen, die oben genannte Ebrulf-Reliquie zurück an das Kloster Saint-Evroult in der Normandie.
Diese Affären beeinträchtigten Fulberts Kirchenkarriere nicht wesentlich. Bis 1124 zeichnet er nachweislich als einer der elf Subdiakonen am Dom von Paris Urkunden und führte auch gegen Ende seiner Laufbahn noch wichtige Verhandlungen (z. B. mit Abt Odo von Marmoutiers).
Einige Indizien sprechen dafür, dass Fulbert sehr alt wurde und gegen Ende seines Lebens in das Regularkanonikerstift von Saint-Victor eintrat. Er starb wohl zur selben Zeit wie Abaelard, um 1142, auf jeden Fall an einem 23. Dezember.
Heloisa scheint sich in ihrem späteren Leben nicht ganz von Fulbert abgewandt zu haben. Sie kommemorierte seinen Tod im Totenbuch des Paraklet-Klosters, dessen Priorin und später Äbtissin sie ab 1130 war, und suchte seinen letzten Aufenthaltsort Saint-Victor auf, um dabei auch Gedenktermine für den verstorbenen Abaelard und die Toten des Paraklet auszuhandeln.

## Kuriosum

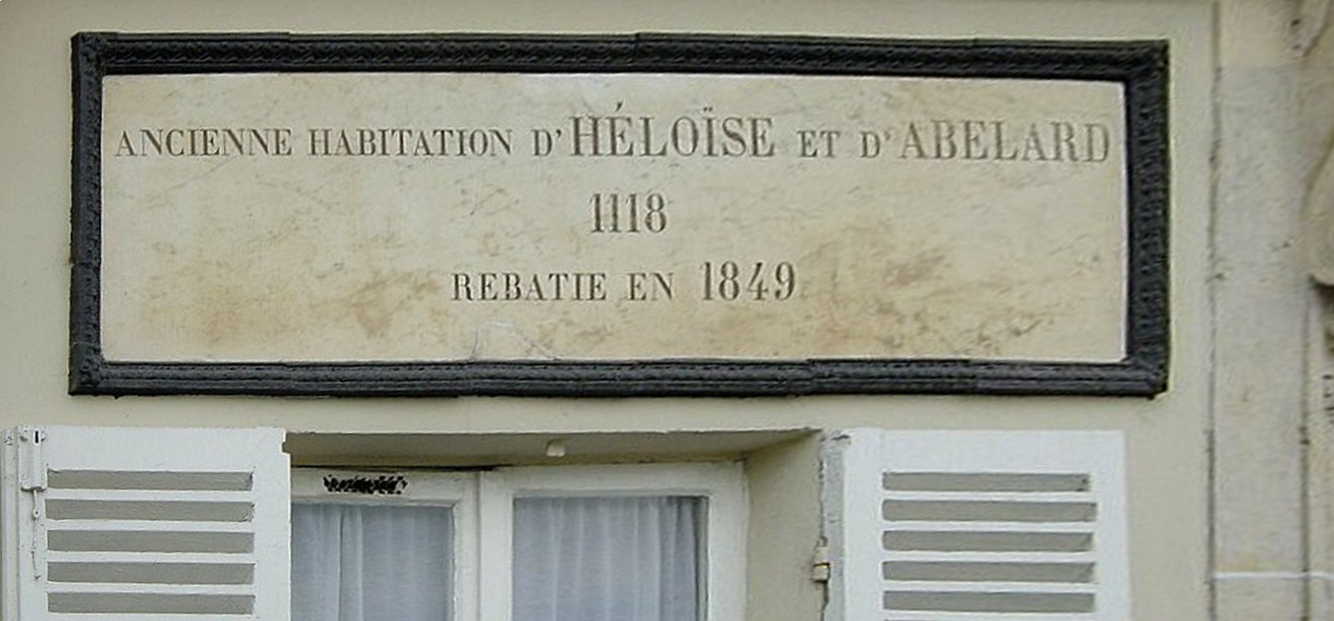
„Maison de Fulbert“, Quai aux fleurs, Paris

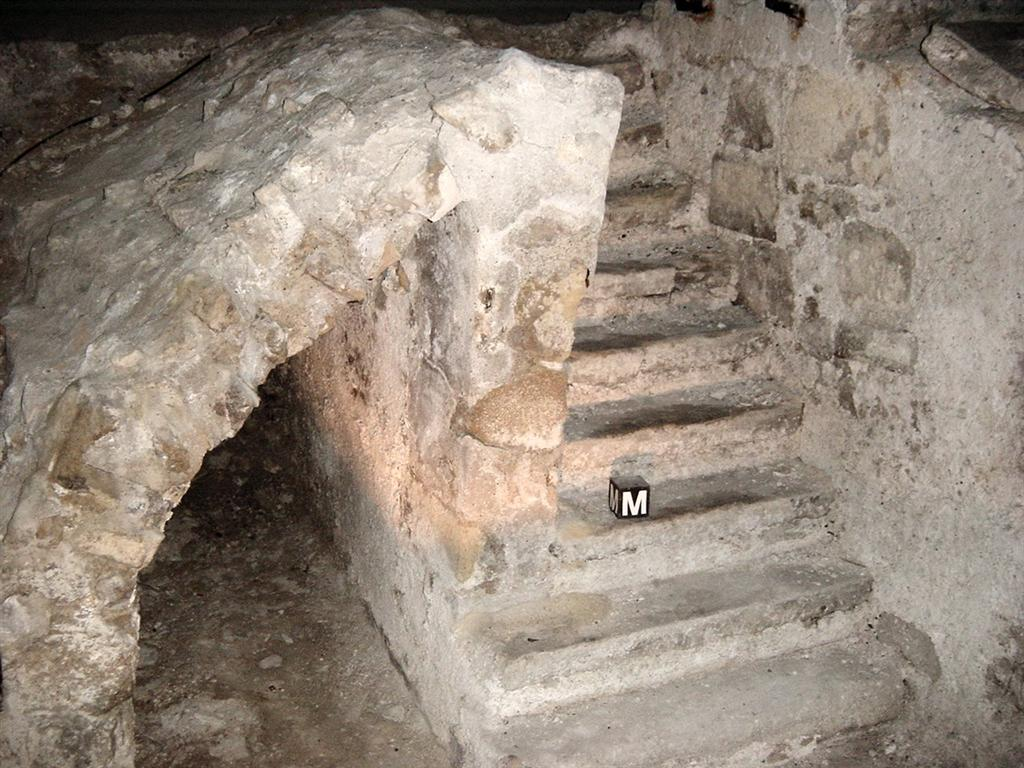
La Crypte archéologique du Parvis Notre-Dame

Das Haus am Quai aux Fleurs in Paris, das den Touristen als Maison de Fulbert präsentiert wird, hat mit der Lebensgeschichte Heloisas und Fulberts nichts zu tun, sondern ist das Produkt einer romantischen Legende. Dagegen kommt man Fulbert und Heloisa archäologisch nahe, wenn man das heutige Stadtmuseum La Crypte Archéologique du Parvis Notre-Dame aufsucht. In dessen Nordostecke findet man die mittelalterlichen Kellerstockwerke von Häusern, unter denen dasjenige von Fulbert gewesen sein könnte.